# Campeonato Peruano de Futebol de 2017
O Campeonato Peruano de Futebol de 2017, também conhecido como Campeonato Descentralizado 2017 ou Copa Movistar 2017, é a 101ª edição do Campeonato Peruano de Futebol e a 52ª edição denominada Descentralizado. Campeonato disputado de 4 de fevereiro de 2017 até dezembro de 2017, é desenvolvido e organizado pela Asociacion Deportiva de Futbol Profesional, a (ADFP), sob a supervisão da Federación Peruana de Fútbol, (FPF). Oficialmente é conhecido como Torneo Descentralizado - Copa Movistar por ser patrocinado pela empresa espanhola de telecomunicações Movistar.

## Formato
O campeonato é dividido em três torneios curtos no ano: Torneo de Verano, Torneo Apertura e Torneo Clausura, mais um Play-offs pra decidir o campeão nacional.
- O Torneo de Verano, é o primeiro a ser disputado no começo do ano. São 16 equipes distribuídas em 2 grupos (A e B) com 8 clubes cada, jogando entre se em cada grupo com jogos de ida e volta, totalizando 14 rodadas a serem disputados. O campeão do Torneo de Verano, se classifica pra primeira fase da CONMEBOL Libertadores de 2018.

- O Torneo Apertura, é o segundo e disputado em meio de ano. Composto por 16 equipes distribuídos em grupo único jogando todos contra todos em 15 rodadas. O clube que terminar o Torneo Apertura em primeiro, se classifica para os Play-offs do título.

- O Torneo Clausura, é o ultimo torneio antes dos Play-offs do título, com 16 equipes colocados em grupo único, todos contra todos, mas com inversão de mando de campo em relação aos participantes do Torneo Apertura. As pontuações não se acumulam de um torneio para outro, então os clubes começarão com zero pontos em cada um dos três.

Os campeões dos torneios Apertura e Clausura, tem vagas garantidas a fase grupos da CONMEBOL Libertadores de 2018.

### Classificação para torneios internacionais
Para a temporada 2018, o Peru terá quatro lugares para a CONMEBOL Libertadores e quatro para a CONMEBOL Sul-Americana. As vagas para esses torneios serão divididas da seguinte forma; sempre levando em consideração algumas considerações:
| Método de classificação     | Torneio para se qualificar                       |
| --------------------------- | ------------------------------------------------ |
| Campeão do Torneo Apertura  | Fase de Grupos da CONMEBOL Libertadores de 2018. |
| Campeão do Torneo Clausura  | Fase de Grupos da CONMEBOL Libertadores de 2018. |
| Campeão do Torneo de Verano | Primera fase da CONMEBOL Libertadores de 2018    |
| Primero colocado geral      | Primera fase da CONMEBOL Sul-Americana de 2018.  |
| Segundo colocado geral      | Primera fase da CONMEBOL Sul-Americana de 2018.  |
| Terceiro colocado geral     | Primera fase da CONMEBOL Sul-Americana de 2018.  |
| Quarto colocado geral       | Primera fase da CONMEBOL Sul-Americana de 2018.  |

Considerações
1. O vencedor da Final será o Peru 1 na Copa Libertadores, enquanto o perdedor será Peru 2.
2. Se o campeão do torneio de verão ganhar o Apertura e / ou Clausura; Seu lugar na CONMEBOL Libertadores será ocupado pelo vice-campeão.
3. Se um time ganhar o Apertura e o Clausura, será proclamado campeão nacional sem precisar jogar o final. Nesse caso, os finalistas de ambos os torneios irão jogar partidas extras para definir o segundo classificado na CONMEBOL Libertadores.
4. Nenhuma equipe pode se qualificar para ambos os torneios internacionais ao mesmo tempo. As vagas para a CONMEBOL Sul-Americana, serão distribuidas na tabela geral, apenas aos clubes que não foram classificados antes da Libertadores.

## Torneo de Verano

### Grupo A
| Pos | Equipe                 | Pts | J  | V | E | D | GP | GC | SG  | Classificação ou rebaixamento |     | MEL | SRO | CRI | CAN | USM | AYA | UCO | AAS |
| --- | ---------------------- | --- | -- | - | - | - | -- | -- | --- | ----------------------------- | --- | --- | --- | --- | --- | --- | --- | --- | --- |
| 1   | Melgar                 | 27  | 14 | 7 | 6 | 1 | 20 | 12 | +8  | Finalista                     |     | —   | 0–0 | 2–2 | 0–0 | 2–1 | 2–2 | 3–0 | 2–1 |
| 2   | Sport Rosario          | 24  | 14 | 6 | 6 | 2 | 13 | 7  | +6  |                               |     | 0–0 | —   | 2–1 | 1–1 | 1–1 | 1–0 | 0–0 | 1–0 |
| 3   | Sporting Cristal       | 22  | 14 | 6 | 4 | 4 | 27 | 16 | +11 |                               | 2–0 | 1–0 | —   | 1–4 | 3–0 | 4–0 | 0–0 | 4–1 |     |
| 4   | Academia Cantolao      | 19  | 14 | 5 | 4 | 5 | 16 | 15 | +1  |                               | 1–1 | 0–0 | 2–0 | —   | 0–2 | 1–3 | 2–0 | 0–1 |     |
| 5   | Universidad San Martín | 17  | 14 | 5 | 2 | 7 | 18 | 19 | −1  |                               | 1–2 | 3–1 | 1–0 | 1–2 | —   | 2–0 | 3–0 | 0–1 |     |
| 6   | Ayacucho               | 16  | 14 | 4 | 4 | 6 | 18 | 21 | −3  |                               | 1–3 | 0–1 | 2–2 | 2–1 | 3–0 | —   | 1–1 | 1–2 |     |
| 7   | Unión Comercio         | 16  | 14 | 4 | 4 | 6 | 16 | 20 | −4  |                               | 1–2 | 0–2 | 2–2 | 3–1 | 2–1 | 0–2 | —   | 5–0 |     |
| 8   | Alianza Atlético       | 11  | 14 | 3 | 2 | 9 | 10 | 28 | −18 |                               | 0–1 | 0–3 | 0–5 | 0–1 | 2–2 | 1–1 | 1–2 | —   |     |

### Grupo B
| Pos | Equipe                           | Pts | J  | V | E | D | GP | GC | SG  | Classificação ou rebaixamento |     | UTC | RGA | ALI | UNI | SHU | COM | MUN | JA  |
| --- | -------------------------------- | --- | -- | - | - | - | -- | -- | --- | ----------------------------- | --- | --- | --- | --- | --- | --- | --- | --- | --- |
| 1   | Universidad Técnica de Cajamarca | 27  | 14 | 8 | 3 | 3 | 24 | 15 | +9  | Finalista                     |     | —   | 2–1 | 1–1 | 2–1 | 2–0 | 2–0 | 1–0 | 3–0 |
| 2   | Real Garcilaso                   | 24  | 14 | 7 | 3 | 4 | 27 | 17 | +10 |                               |     | 1–4 | —   | 2–1 | 3–1 | 2–0 | 0–0 | 1–0 | 7–0 |
| 3   | Alianza Lima                     | 23  | 14 | 6 | 5 | 3 | 22 | 15 | +7  |                               | 0–0 | 2–0 | —   | 2–0 | 2–2 | 0–0 | 2–2 | 7–2 |     |
| 4   | Universitario                    | 19  | 14 | 5 | 4 | 5 | 19 | 18 | +1  |                               | 3–1 | 1–1 | 3–0 | —   | 1–1 | 3–0 | 1–0 | 2–2 |     |
| 5   | Sport Huancayo                   | 18  | 14 | 5 | 3 | 6 | 19 | 23 | −4  |                               | 2–1 | 1–0 | 1–2 | 2–1 | —   | 4–2 | 2–0 | 3–2 |     |
| 6   | Comerciantes Unidos              | 18  | 14 | 5 | 3 | 6 | 18 | 22 | −4  |                               | 4–2 | 2–4 | 0–2 | 3–0 | 2–1 | —   | 3–2 | 0–1 |     |
| 7   | Municipal                        | 14  | 14 | 4 | 2 | 8 | 13 | 16 | −3  |                               | 0–1 | 1–1 | 2–0 | 1–2 | 2–0 | 0–1 | —   | 2–1 |     |
| 8   | Juan Aurich                      | 11  | 14 | 2 | 5 | 7 | 15 | 31 | −16 |                               | 2–2 | 3–1 | 0–1 | 0–0 | 1–1 | 1–1 | 0–1 | —   |     |

### Final
Jogo de ida
| 21 de maio    | Melgar             | 1 – 0     | UTC Cajamarca | Monumental da UNSA, Arequipa               |
| 18:00 (UTC−5) | Omar Fernández 31' | Relatório |               | Público: 11 168 Árbitro: Miguel Santiváñez |

Jogo de volta
| 31 de maio    | UTC Cajamarca                          | 2 – 1     | Melgar              | Héroes de San Ramón, Cajamarca        |
| 16:30 (UTC−5) | Gustavo Dulanto 7' · Donald Millán 40' | Relatório | Emanuel Herrera 90' | Público: 10 242 Árbitro: Joel Alarcón |

|                                     |     | Penalidades                              |  |
| Guerrero Segura Díaz Dulanto Millán | 3–4 | Fernández Barrientos Herrera Zuñiga Arce |  |

## Torneo Apertura

### Classificação
| Pos | Equipe                 | PG | J  | V | E | D | GP | GC | SG  | Classificação ou rebaixamento                           |
| --- | ---------------------- | -- | -- | - | - | - | -- | -- | --- | ------------------------------------------------------- |
| 1   | Alianza Lima           | 30 | 15 | 9 | 3 | 3 | 25 | 11 | +14 | Final e fase de grupos da CONMEBOL Libertadores de 2018 |
| 2   | UTC Cajamarca          | 27 | 15 | 8 | 3 | 4 | 17 | 9  | +8  |                                                         |
| 3   | Sport Huancayo         | 26 | 15 | 7 | 5 | 3 | 23 | 16 | +7  |                                                         |
| 4   | Universitario          | 26 | 15 | 7 | 5 | 3 | 20 | 14 | +6  |                                                         |
| 5   | Real Garcilaso         | 24 | 15 | 7 | 3 | 5 | 19 | 22 | -3  |                                                         |
| 6   | Deportivo Municipal    | 23 | 15 | 6 | 5 | 4 | 17 | 13 |     |                                                         |
| 7   | Sporting Cristal       | 23 | 15 | 6 | 5 | 4 | 22 | 20 | +2  |                                                         |
| 8   | Sport Rosario          | 21 | 15 | 5 | 6 | 4 | 16 | 18 | -2  |                                                         |
| 9   | Melgar                 | 19 | 15 | 5 | 4 | 6 | 19 | 18 | +1  |                                                         |
| 10  | Universidad San Martín | 19 | 15 | 5 | 4 | 6 | 25 | 26 | -1  |                                                         |
| 11  | Comerciantes Unidos    | 17 | 15 | 4 | 5 | 6 | 18 | 21 | -3  |                                                         |
| 12  | Unión Comercio         | 15 | 15 | 4 | 3 | 8 | 21 | 21 | 0   |                                                         |
| 13  | Alianza Atlético       | 15 | 15 | 4 | 3 | 8 | 15 | 20 | -5  |                                                         |
| 14  | Ayacucho               | 15 | 15 | 4 | 3 | 8 | 15 | 26 | -11 |                                                         |
| 15  | Juan Aurich            | 13 | 15 | 2 | 8 | 5 | 16 | 25 | -9  |                                                         |
| 16  | Academia Cantolao      | 11 | 15 | 2 | 5 | 8 | 12 | 20 | -8  |                                                         |

O Alianza Lima foi campeão, classificado para final geral e classificado para fase de grupos da CONMEBOL Libertadores de 2018.

## Torneo Clausura

### Classificação
Atualizado 3 de outubro de 2017
| Pos | Equipe                 | PG | J  | V  | E | D | GP | GC | SG  | Classificação ou rebaixamento                           |
| --- | ---------------------- | -- | -- | -- | - | - | -- | -- | --- | ------------------------------------------------------- |
| 1   | Alianza Lima           | 34 | 15 | 11 | 1 | 3 | 23 | 15 | +8  | Final e fase de grupos da CONMEBOL Libertadores de 2018 |
| 2   | Real Garcilaso         | 32 | 15 | 10 | 2 | 3 | 29 | 15 | +14 |                                                         |
| 3   | Melgar                 | 31 | 15 | 9  | 4 | 2 | 30 | 12 | +18 |                                                         |
| 4   | Universitario          | 29 | 15 | 9  | 3 | 3 | 29 | 19 | +10 |                                                         |
| 5   | Deportivo Municipal    | 23 | 15 | 6  | 5 | 4 | 23 | 20 | +3  |                                                         |
| 6   | Sport Rosario          | 20 | 15 | 5  | 5 | 5 | 20 | 17 | +3  |                                                         |
| 7   | Sport Huancayo         | 20 | 15 | 5  | 5 | 5 | 22 | 22 | 0   |                                                         |
| 8   | UTC Cajamarca          | 20 | 15 | 6  | 2 | 7 | 17 | 17 | 0   |                                                         |
| 9   | Sporting Cristal       | 18 | 15 | 5  | 3 | 7 | 27 | 24 | +3  |                                                         |
| 10  | Juan Aurich            | 17 | 15 | 5  | 2 | 8 | 22 | 28 | -6  |                                                         |
| 11  | Academia Cantolao      | 17 | 15 | 4  | 6 | 5 | 13 | 22 | -9  |                                                         |
| 12  | Comerciantes Unidos    | 15 | 15 | 4  | 3 | 8 | 23 | 25 | -2  |                                                         |
| 13  | Ayacucho               | 14 | 15 | 3  | 5 | 7 | 18 | 26 | -8  |                                                         |
| 14  | Universidad San Martín | 14 | 15 | 4  | 2 | 9 | 20 | 29 | -9  |                                                         |
| 15  | Unión Comercio         | 13 | 15 | 3  | 4 | 8 | 15 | 22 | -7  |                                                         |
| 16  | Alianza Atlético       | 13 | 15 | 3  | 4 | 8 | 13 | 31 | -18 |                                                         |

## Classificação geral
Atualizado 3 de outubro de 2017
| Pos | Equipe                 | PG | J  | V  | E  | D  | GP | GC | SG  | Classificação ou rebaixamento                     |
| --- | ---------------------- | -- | -- | -- | -- | -- | -- | -- | --- | ------------------------------------------------- |
| 1   | Alianza Lima           | 87 | 44 | 26 | 9  | 9  | 70 | 41 | +29 | Fase de grupos da CONMEBOL Libertadores de 2018.* |
| 2   | Real Garcilaso         | 86 | 44 | 26 | 8  | 10 | 75 | 54 | +21 | Fase de grupos da CONMEBOL Libertadores de 2018.* |
| 3   | Melgar                 | 77 | 44 | 21 | 14 | 9  | 65 | 42 | +27 | Segunda fase da CONMEBOL Libertadores de 2018     |
| 4   | Universitario          | 74 | 44 | 21 | 12 | 11 | 68 | 51 | +17 | Primera fase da CONMEBOL Libertadores de 2018.*   |
| 5   | UTC Cajamarca          | 74 | 44 | 22 | 8  | 14 | 57 | 41 | +16 | Primera fase da CONMEBOL Sul-Americana de 2018    |
| 6   | Sport Huancayo         | 66 | 44 | 17 | 12 | 14 | 64 | 61 | +3  | Primera fase da CONMEBOL Sul-Americana de 2018    |
| 7   | Sport Rosário          | 65 | 44 | 16 | 17 | 11 | 49 | 41 | +8  | Primera fase da CONMEBOL Sul-Americana de 2018    |
| 8   | Sporting Cristal       | 64 | 44 | 17 | 12 | 15 | 76 | 60 | +16 | Primera fase da CONMEBOL Sul-Americana de 2018    |
| 9   | Deportivo Municipal    | 60 | 44 | 16 | 12 | 16 | 53 | 49 | +4  |                                                   |
| 10  | Comerciantes Unidos    | 50 | 44 | 13 | 11 | 20 | 59 | 68 | -9  |                                                   |
| 11  | Universidad San Martín | 50 | 44 | 14 | 8  | 22 | 63 | 74 | -11 |                                                   |
| 12  | Academia Cantolao      | 47 | 44 | 10 | 15 | 18 | 41 | 57 | -16 |                                                   |
| 13  | Unión Comercio         | 46 | 44 | 11 | 11 | 22 | 52 | 63 | -11 |                                                   |
| 14  | Ayacucho               | 45 | 44 | 11 | 11 | 21 | 51 | 73 | -22 |                                                   |
| 15  | Juan Aurich            | 38 | 44 | 8  | 15 | 21 | 52 | 87 | -35 | Segunda División 2018                             |
| 16  | Alianza Atlético       | 36 | 44 | 9  | 9  | 27 | 36 | 81 | -45 | Segunda División 2018                             |

(*). Alianza Lima está classificado para fase de grupos da CONMEBOL Libertadores de 2018, por ser campeão do Torneo Apertura. O Melgar por outro lado, está classificado pra primeira fase da CONMEBOL Libertadores.

## Fase Final
A grande final do Campeonato Peruano de 2017 iria ser realizada entre 3 de dezembro a 7 de dezembro de 2017, dois jogos de ida e volta.
Se fosse necessário, haveria uma partida extra a ser realizado no dia 10 de dezembro.
O campeão geral entre os vencedores dos torneios Apertura e Clausura, se classificara como Peru 1 para a CONMEBOL Libertadores de 2018, já o vice-campeão, será o Peru 2. Caso não haja final geral, os vice-campeões do Apertura e Clausura, jogaram uma partida de ida e volta, também com uma partida extra caso necessário, para decidir quem será o Peru 2. Como o Alianza Lima conquistou o título da temporada, esta final não poderá ser mais realizada.

### Final
Jogo de ida
| 3 de dezembro | Alianza Lima | – | a definir | a definir |
| (UTC−5)       |              |   |           |           |

Jogo de volta
| 7 de dezembro | a definir | – | Alianza Lima | a definir |
| (UTC−5)       |           |   |              |           |

### Premiação
| Campeonato Peruano 2017 Campeonato Descentralizado / Copa Movistar |
| Peru                                                               |
| ------------------------------------------------------------------ |
| Alianza Lima Campeão (23º título)                                  |

## Estatísticas
Atualizado 3 de outubro de 2017
| Pos | Jogador         | Equipe           | Gols |
| --- | --------------- | ---------------- | ---- |
| 1   | Cristian Bogado | Unión Comercio   | 17   |
| 2   | Irven Ávila     | Sporting Cristal | 16   |
| 3   | Luis Tejada     | Universitario    | 15   |
| 3   | Danilo Carando  | Real Garcilaso   | 15   |